# Alpartir
Alpartir – gmina w Hiszpanii, w prowincji Saragossa, w Aragonii, o powierzchni 32,54 km². W 2011 roku gmina liczyła 570 mieszkańców.